# Nuteki
Nuteki – rosyjski zespół muzyczny, założony w 2007 w Moskwie przez pochodzących z Bobrujska Michaiła „Miszę” Nokaraszwiliego i Kirilla Matuszenkę, wykonujący muzykę z pogranicza rapcore’u i rocka chrześcijańskiego.
Zespół zadebiutował fonograficznie w 2009 EP-ką pt. Ty + ja. Od tamtej pory wydali trzy albumy studyjne: Digital Dreams (2010), Unplugged#1 (2012) oraz Naszlis i poterialis (2017), a także epkę pt. The BGNNG (2014). Muzycy czterokrotnie uczestniczyli w białoruskich eliminacjach do Konkursu Piosenki Eurowizji: w 2011 nie zakwalifikowali się do półfinałów, w 2013 zajęli drugie miejsce z piosenką „Save Me”, w 2014 – piąte miejsce z „Fly Away”, a w 2017 – drugie miejsce z „Take My Heart”.

## Członkowie

### Obecni członkowie
- Michaił „Misza” Nokaraszwili – śpiew
- Dmitrij Biezboriody – gitara basowa
- Aleksandr Naumow – gitara
- Andriej Iwanow – perkusja

### Byli członkowie
- Aleksander Gierasimow
- Igor Narbiekow
- Karina Nokaraszwili
- Siergiej Szubin
- Kirill Matuszenko – instrumenty klawiszowe

## Dyskografia

### Albumy studyjne
- Digital Dreams (2010)
- Unplugged#1 (2012)
- Naszlis i poterialis (2017)

### Minialbumy (EP)
- Тy + ja (2009)
- The BGNNG (2014)